# Eugoa fascirrorata
Eugoa fascirrorata là một loài bướm đêm thuộc phân họ Arctiinae, họ Erebidae.